# Biruni (architettura)
Il biruni (in persiano بیرونی‎) era un'area della casa nell'architettura persiana intesa come spazio pubblico riservato agli uomini. Era presente nelle abitazioni di famiglie benestanti e vi si tenevano cerimonie religiose, feste e riunioni per affari.
In contrapposizione con l'andaruni, che era lo spazio riservato alle donne, il biruni possedeva pochi arredamenti e aveva un piccolo giardino separato abbellito con alberi da frutto, arbusti e fiori e circondato da piscine e fontane. Era dotato di una stanza per gli ospiti maschi e di una dispensa (ābdār-ḵāna).
Se veniva richiesto del cibo, un messaggero veniva mandato nell'andaruni, dove si trovavano la cucina, le stoviglie e le provviste. Il biruni e l'andaruni erano a volte separati da un ingresso coperto che interdiceva l'accesso agli ospiti maschi.